# يورغن ويفرز
يورغن ويفرز (بالهولندية: Jurgen Wevers)‏ (12 يناير 1979 بفينترسفايك في هولندا - ) هو لاعب كرة قدم هولندي في مركز حراسة المرمى. لعب مع آر كي سي فالفيك ودي غرافشاب وتوب أوس.